# Scrierea japoneză

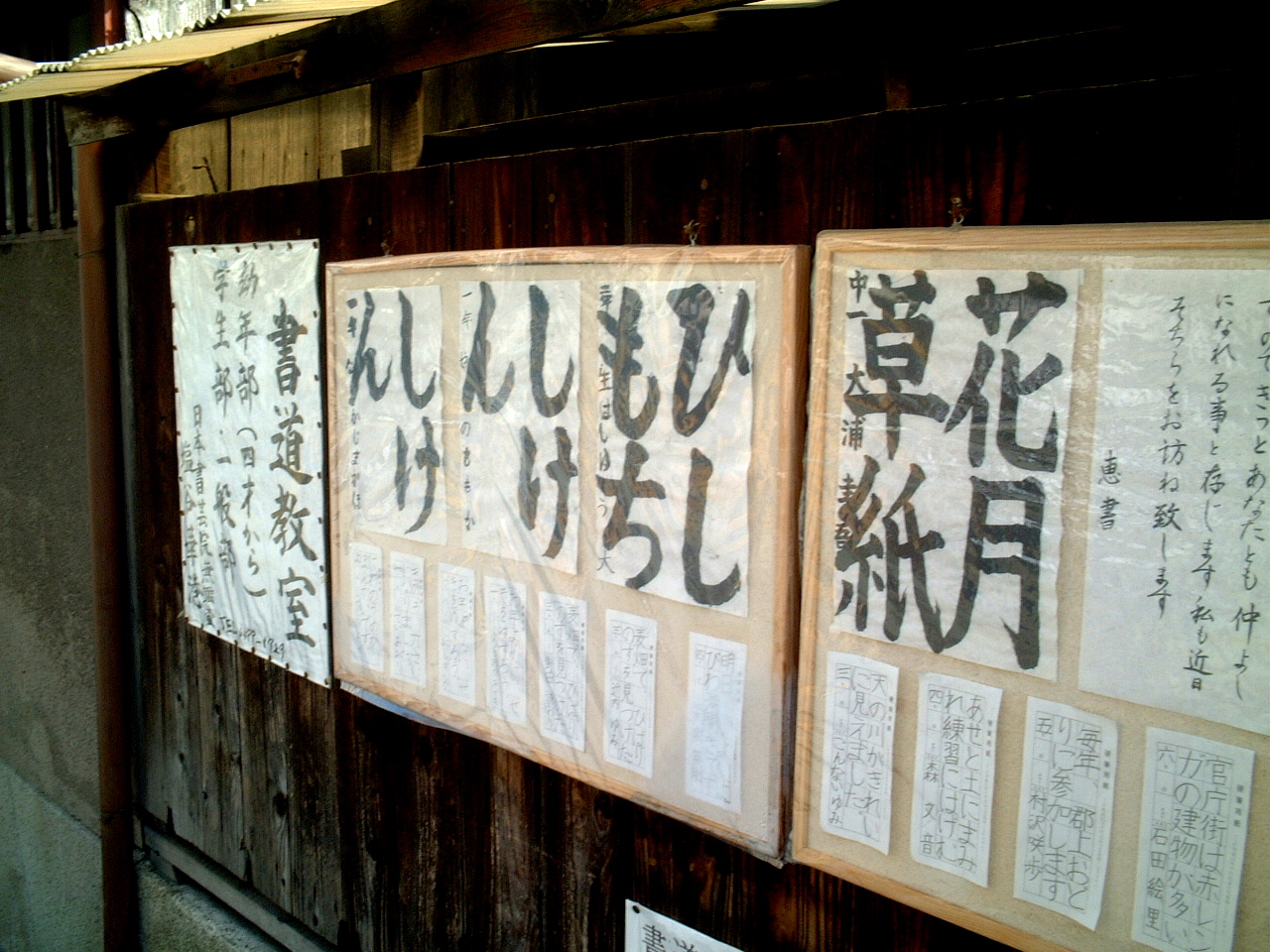
Exerciții de caligrafie japoneză

Scrierea japoneză modernă constă din kanji, hiragana, katakana și rōmaji (alfabetul latin).

## Metoda de scriere și direcția

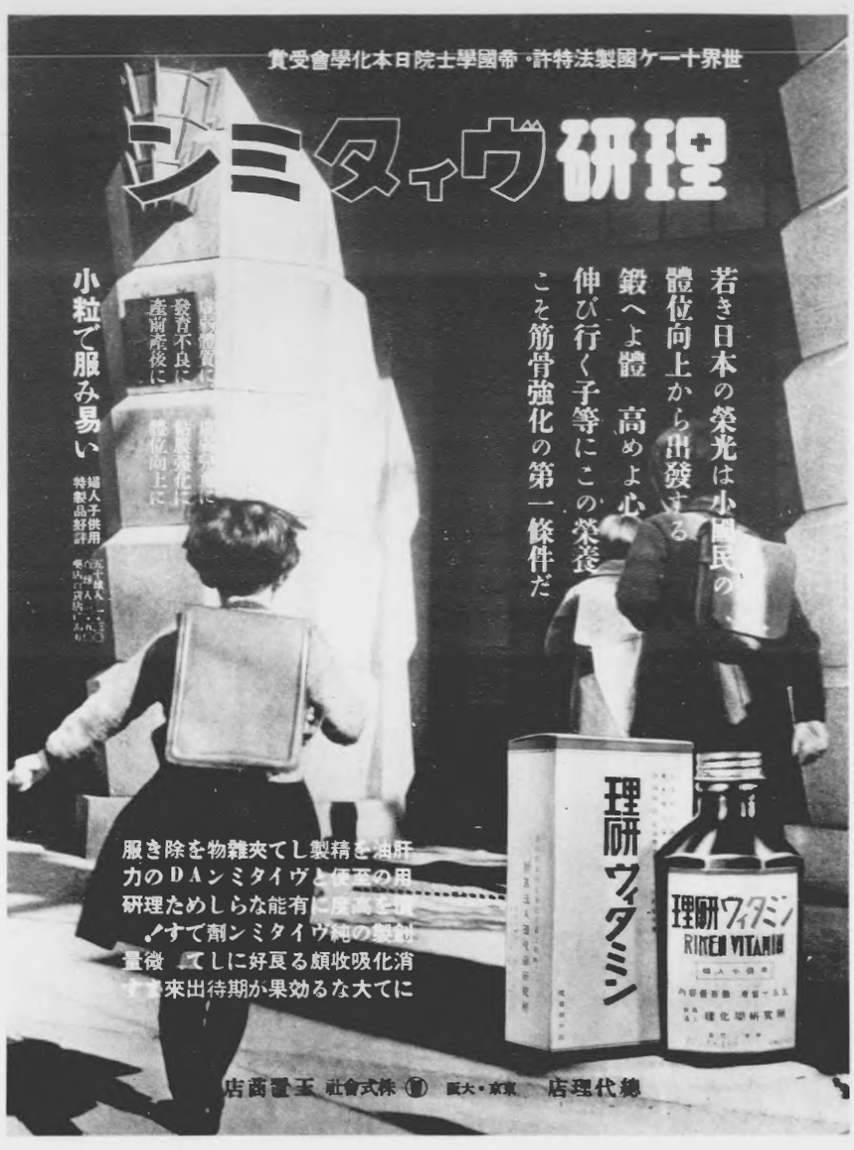
Înainte de 1945, și textele orizontale erau scrise de obicei de la dreapta la stânga, nu numai cele verticale. Un afiș din 1938. Sus este numele produsului scris spre stânga, ンミタィヴ研理 (n mi ta vi ken ri), iar pe sticluță este același nume, scris spre dreapta 理研ヴィタミン (ri ken vi ta mi n).

În japoneză cuvintele nu se despart printr-un spațiu, iar la sfârșitul rândului cuvântul poate fi despărțit după bunul plac (dar de obicei nu se face aceasta înaintea unui semn grafic sau a unui semn kana mic).
Semnele se scriu ca și când ar fi scrise în interiorul unui pătrat imaginar. Astfel, spre deosebire de alfabetul latin, unde un i este mult mai îngust decât un m, în japoneză tuturor semnelor (inclusiv celor grafice) li se acordă același spațiu, în jurul semnelor mai mici sau mai înguste rămânând mai mult spațiu liber. Dar în tipografie, se folosește deseori și scrisul proporțional, astfel încât unui „tsu” mic (っ?) nu i se acordă întotdeauna un pătrat propriu.
În japoneza tradițională se scrie, ca și în limba chineză, de sus în jos și de la dreapta la stânga. Acest fel de a scrie se mai folosește și astăzi la scrisul textelor literare și manga. De aceea, din punctul de vedere al occidentalilor, japonezii deschid cărțile la spate, coperta cu titlu fiind pe partea dreaptă.
Textele științifice, sau cele care conțin multe semne rōmaji sunt de obicei scrise orizontal, de la stânga la dreapta. Acest lucru contează și pentru semnele de indicație orizontale.

## Sisteme de scris

### Kanji
Kanji (漢字?) înseamnă semne han, aici han fiind sinonim cu „China” sau cu „chinezii”.

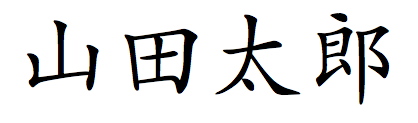
Yamada Tarō – Nume japonez scris cu kanji

Aici trebuie menționat faptul că limba chineză clasică și limba japoneză clasică erau două limbi total diferite. Nu semănau nici din punct de vedere gramatical, nici din punct de vedere al vocabularului, nici din punct de vedere al sunetelor.
Scrierea, sub formă de semne chinezești, a fost introdusă în Japonia, prin intermediul Coreei, în secolul al VI-lea d.H. Japoneza se scria pe atunci numai cu semne chinezești, și se numea kanbun, un fel de a scrie, care cu semne ajutătoare pentru pronunție, a fost folosit, cu unele modificări minore, începând cu literatura setsuwa din secolul al IX-lea până la sfârșitul celui de-al Doilea Război Mondial.
Spre deosebire de cele două scrieri kana, kanji reprezintă o noțiune, fiind numite și „ideograme”, „logograme”, „fonograme” etc. Multe semne kanji sunt compuse din două sau mai multe „mini-semne”. Acelea dintre aceste „mini-semne” care dau înțelesul de bază al semnului kanji, și conform cărora sunt clasificate în dicționarele de kanji, se numesc „radicale”, bushu (部首?). Celălalt element, în cazul semnelor compuse din două „mini-semne”, arată de obicei cum se citește compusul după „pronunția chinezească”, care de cele mai multe ori nu este identică cu „pronunția japoneză” a cuvântului. De-a lungul timpului au fost inventate și un număr de semne kanji în Japonia, care se numesc kokuji (国字?), de exemplu dō (働?) („muncă”) sau  tōge (峠?) („defileu”).
Multe semne kanji au două sau mai multe feluri de a fi citite, ele putând fi împărțite în două grupe:
- on-yomi (音読み?) (literal, „citire sonoră”), sau „pronunția chinezească”. Ea este o adaptare japoneză a pronunției originale a semnelor chinezești. Acest mod de pronunțare este deseori (dar există multe excepții) folosit când semnul formează un cuvânt-compus, împreună cu un alt semn kanji. Citirea on-yomi este de obicei redată în dicționare cu semne katakana.
- kun-yomi (訓読み?) (literal, „citire conceptuală”), sau „pronunția japoneză”. Este folosită mai ales pentru cuvinte japoneze vechi (care nu au fost împrumutate din limba chineză), unde semnul kanji a fost împrumutat doar pentru redarea sensului. Acest mod de citire se folosește deseori când semnul kanji constituie singur un întreg cuvânt. Citirea kun-yomi este de obicei redată în dicționare cu semne hiragana.

Aproape toate semnele kanji (cu excepția unor semne kokuji) au una sau mai multe citiri on-yomi, dar nu toate au citire kun-yomi. Faptul că aceleași semne chinezești pot avea mai multe pronunții diferite se datorează faptului că ele au fost importate în Japonia diferite epoci și din diferite regiuni al Chinei, unde pronunțiile sunt/erau diferite. Pronunția semnului depinde de celălalt semn kanji cu care intră în combinație.
Conform legendelor japoneze, un învâțat chinez, pe nume Wani (王仁, în limba coreeană Wang-In, în limba chineză Wang-Ren) care locuia în provincia coreeană Paekche, a introdus semnele chinezești în secolul al IV-lea, când a fost invitat în Japonia la curtea regală Yamato ca să predea confucianismul, ducând cu el „Învățăturile lui Confucius” și „Clasicul de o mie de semne”. Wani este menționat atât în Kojiki cât și în Nihonshoki. Nu este clar dacă acest Wani a existat cu adevărat sau este doar un personaj fictiv, pentru că versiunea cunoscută astăzi a „Clasicului de o mie de semne” a fost compusă doar mai târziu pe vremea împăratului chinez Liang Wu Di (502–549).
După al Doilea Război Mondial, Ministerul Învățământului a decis ca numărul semnelor kanji pentru uz zilnic să fie 1.850 (numite tōyōkanji), acest număr fiind schimbat în 1981 la 1.945 (numite jōyōkanji). Aceste semne se învață în timpul învățământului obligatoriu (clasele I-IX). Ziarele le folosesc de obicei doar pe acestea, iar când este nevoie folosirea unor semne kanji în afara acestora, pronunția lor este redată cu semne kana. Mai există și un set de 985 de așa-numite semne jinmeiyōkanji, care pot fi folosite numai pentru nume proprii.
În general, semnele kanji corespund semnelor chinezești tradiționale. Unele semne kanji au fost însă simplificate după al Doilea Război Mondial, dar simplificările făcute au fost mai puțin radical decât cele care au avut loc în Republica Populară Chineză în 1955.
În japoneză există ca. 50.000 de kanji, dar chiar și o persoană foarte cultă nu știe de obicei (sau mai bine zis, știe să citească dar nu neapărat să scrie) mai mult de ca. 5.000.  În diferite domenii, de exemplu, în medicină, în științele juridice sau în religie, este uneori necesară cunoașterea unor semne kanji adiționale pentru termenii de specialitate.
Textele pentru cititorii adulți, care folosesc comparativ mai multe semne kanji decât textele pentru copii, pot fi citite rapid de cei antrenați, care sărând peste semnele kana, se uită doar la semnele kanji, dar totuși înțeleg mai mult sau mai puțin despre ce vorbește textul. Totodată, uitându-te la complexitatea semnelor kanji, îți poți da seama pentru ce grup de vârstă este intenționat textul respectiv.

### Kana (仮名)
Poeți de la curtea imperială au început prin secolele al VII-lea și al VIII-lea să folosească semnele chinezești independent de înțelesul lor, doar pentru pronunție, pentru a crea efecte estetice în poeziile lor. Încetul cu încetul, s-au cristalizat astfel de semne standard pentru fiecare silabă japoneză. Acest mod de a scrie (Man’yōgana) era însă foarte ineficient, deoarece cuvintele japoneze, deseori polisilabice, necesitau multe semne chinezești complicate.
Datorită acestui lucru, s-au dezvoltat silabarele kana din kanji, unde semnul kanji, simplificat atât de mult încât deseori nu mai este recognoscibil, nu mai are sensul inițial, ci doar redă sunete sau combinații de sunete. Diviziunea unei silabe japoneze în more se vede în scris prin faptul că pe lângă silabele formate dintr-o singură vocală sau dintr-o consoană plus vocală, și partea a doua a unei vocale lungi sau a unui diftong și sunetul silabic final n și sunetul geminat reprezentat prin っ sau ッ (sunete care dublează consonanta anterioară).
Kana se împart în hiragana și katakana.

#### Hiragana
Hiragana (ひらがな sau 平仮名?) au fost inventate în secolul al IX-lea, fiind folosite la început mai ales de către femeile nobile, deoarece pentru femei, studiul limbii chineze și a semnelor kanji era considerat nepotrivit. Hiragana sunt forme cursive, simplificate ale semnelor man’yōgana, descrise mai sus, ele părând simple și rotunjite. Acest proces a evoluat de-a lungul a mulți ani, rezultatul fiind un semn aparte pentru fiecare silabă japoneză. Aceste semne au fost adunate într-un alfabet după modelul scrierii siddham al sanscritei epocii respective, o limbă și o scriere care erau cunoscute unor învâțați japonezi de texte budiste. Această organizare a silabarului hiragana („tabelul celor 50 de sunete”) mai este folosită și astăzi la stabilirea ordinii în care apar cuvintele într-un dicționar japonez.

Dezvoltarea semnelor hiragana din Man’yōgana

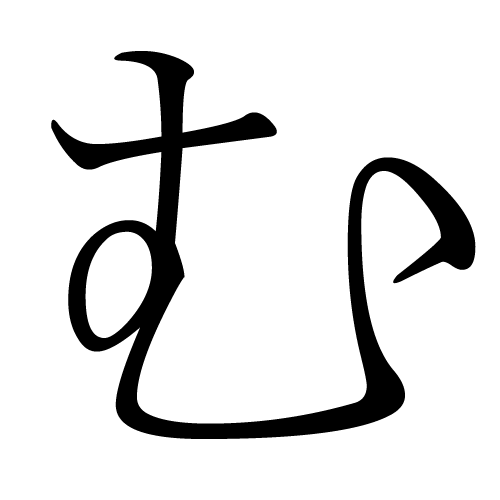
Semnul hiragana pentru silaba mu

La școală, copiii învață să scrie mai întâi hiragana și katakana, și apoi kanji. În textele destinate adulților, hiragana este folosită în special pentru prefixe, sufixe, alte particule gramaticale (numite okurigana) sau pentru acele cuvinte japoneze pentru care nu există un semn kanji, sau există dar este folosit doar rar. În scrisori nu se folosesc multe semne kanji, din respect față de destinatar, față de care ar fi un act de impolitețe să-ți etalezi cunoștințele de semne kanji. 

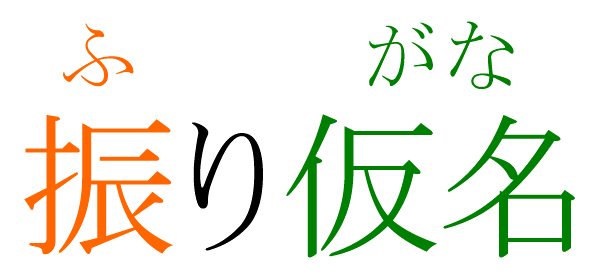
Furigana scrise deasupra semnelor kanji, pentru a indica pronunția

Furigana scrise în dreapta semnelor kanji, pentru a indica pronunția

Când într-un text se folosesc semne kanji mai rare, pronunția lor se scrie cu hiragana deasupra (sau pe partea dreaptă în cazul scrisului vertical). Aceste semne hiragana se numesc furigana.

#### Katakana

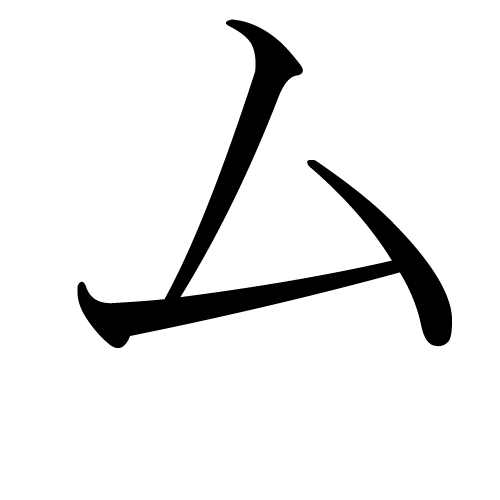
Semnul katakana pentru silaba mu

Semnele katakana (カタカナ sau 片仮名?) au fost inventate de niște călugări budiști, în special cei din secta Songoku, ele folosind la început ca ajutor de citire a semnelor chinezești din textele religioase, cât și ca un fel de stenografie care era utilizată la notatul prelegerilor religioase. În marea lor majoritate sunt simplificări ale unor elemente din semne kanji complicate, ele părând relativ simple și „colțuroase”.  Datorită formei lor oarecum futuristice, ele sunt uneori folosite în străinătate ca elemente de design sau în filme science fiction (de exemplu, în trilogia Matrix, văzute ca în oglindă, niște semne katakana fug peste ecran împreună cu niște cifre).
În ziua de astăzi, ele sunt folosite în primul rând pentru cuvinte importate din alte limbi (numite gairaigo) pentru care nu există semne kanji, pentru nume străine, sau pentru scoatere în evidență (ca și semnele cursive în multe limbi care folosesc alfabetul latin). În ultimii ani, și numele coreene (care înainte vreme japonezii le scriau cu semne kanji) sunt redate cu katakana pentru a reda pronunția originală.
Numele științifice ale plantelor și ale animalelor sunt și ele de obicei redate cu semne katakana.
În dicționare, katakana este folosită pentru redarea pronunției on-yomi a semnelor kanji.

### Rōmaji
Rōmaji (ローマ字 „semne latine”?) sunt literele alfabetului latin folosite în limba japoneză.
Literele latine au fost introduse în Japonia în principal de către misionarii portughezi iezuiți, care au mers în Japonia la puțin timp după descoperirea Japoniei de către europeni în anul 1544. În 1590, prima presă de tipar a fost dusă în Japonia din Portugalia. Aceasta, și altele după ea, a fost folosită timp de ca. 20 de ani pentru tipărirea așa-numitelor kirishitanban („tipărituri creștine”), care erau scrise în latină, portugheză sau japoneza scrisă cu litere latine.
În timpul izolării Japoniei de restul lumii (ca. 1633- 1853), alfabetul latin n-a mai fost folosit aproape deloc. Medicul american misionar James Curtis Hepburn a alcătuit primul dicționar japonez-englez Wa eigorinshūsei (和英語林集成?) în 1867, și a inventat transcrierea limbii japoneze cu literele alfabetului latin, transcriere care astăzi îi poartă numele.
Semnele rōmaji sunt folosite deseori în scopuri de marketing, deoarece japoneza scrisă cu litere latine pare multor japonezi modernă și cosmopolitană. Ele sunt folosite și pe unele semne indicatoare, așa ca străinii să se poată orienta mai ușor.
Deoarece toți elevii japonezi învață engleza, toți învață și rōmaji.
Există trei sisteme principale de transcriere a cuvintelor japoneze cu litere latine:
1. sistemul Hepburn
2. sistemul Nippon
3. sistemul Kunrei

Sistemul Nippon este o variantă modificată a sistemului Hepburn, și este standardizat conform ISO 3602 Strict.
|                                           | Hepburn                           | Hepburn                           | ISO 3602           | ISO 3602           | JSL                | wāpuro             |
| original                                  | modificat                         | Strict: Nihon                     | Loose: Kunrei      |                    | JSL                | wāpuro             |
| ----------------------------------------- | --------------------------------- | --------------------------------- | ------------------ | ------------------ | ------------------ | ------------------ |
| -a + a                                    | ā                                 | â                                 | ā                  | â                  | aa                 | aa                 |
| -i + i                                    | ī                                 | î (ii)                            | ī                  | î                  | ii                 | ii                 |
| -u + u                                    | ū                                 | û                                 | ū                  | û                  | uu                 | uu                 |
| -e + i (citire kun-yomi)                  | ei                                | ei                                | ei                 | ei                 | ei                 | ei                 |
| -e + i (citire on-yomi)                   | ē                                 | ê                                 | ē                  | ê                  | ei                 | ei                 |
| -e + e                                    | ē                                 | ê                                 | ē                  | ê                  | ee                 | ee                 |
| -o + u                                    | ō                                 | ô                                 | ō                  | ô                  | ou/oo              | ou                 |
| -o + o                                    | ō                                 | ô                                 | ō                  | ô                  | oo                 | oo                 |
| Semn de prelungire ー                     | ¯                                 | ^                                 | ¯                  | ^                  | Dublarea vocalei   | -                  |
| さ, サ                                    | sa                                | sa                                | sa                 | sa                 | sa                 | sa                 |
| ざ, ザ                                    | za                                | za                                | za                 | za                 | za                 | za                 |
| し, シ                                    | shi                               | shi                               | si                 | si                 | si                 | shi, si            |
| ち, チ                                    | chi                               | chi                               | ti                 | ti                 | ti                 | chi, ti            |
| ず, ズ                                    | zu                                | zu                                | zu                 | zu                 | zu                 | zu                 |
| つ, ツ                                    | tsu                               | tsu                               | tu                 | tu                 | tu                 | tsu, tu            |
| ふ, フ                                    | fu                                | fu                                | hu                 | hu                 | hu                 | fu, hu             |
| づ, ヅ                                    | zu                                | zu                                | du                 | zu                 | du                 | du                 |
| じ, ジ                                    | ji                                | ji                                | zi                 | zi                 | zi                 | ji, zi             |
| ぢ, ヂ                                    | ji                                | ji                                | di                 | zi                 | di                 | di                 |
| ら, ラ                                    | ra                                | ra                                | ra                 | ra                 | ra                 | ra                 |
| わ, ワ                                    | wa                                | wa                                | wa                 | wa                 | wa                 | wa                 |
| を, ヲ                                    | o                                 | o                                 | wo                 | o/wo               | wo                 | wo                 |
| や, ヤ                                    | ya                                | ya                                | ya                 | ya                 | ya                 | ya                 |
| ん, ン înaintea lui m*, b*, p*            | m                                 | n                                 | n                  | n                  | n̄                  | n                  |
| ん, ン înaintea lui a, i, u, e, o, y*, n* | n’                                | n                                 | n’                 | n'                 | n'                 | nn, n'             |
| Semnele (っ, ッ)                          | Dublarea consoanei, dar cch → tch | Dublarea consoanei, dar cch → tch | Dublarea consoanei | Dublarea consoanei | Dublarea consoanei | Dublarea consoanei |
| Particula は                              | wa                                | wa                                | ha                 | wa                 | wa                 | ha                 |
| Particula へ                              | e                                 | e                                 | he                 | e                  | e                  | he                 |
| Substantiv majusculă                      | nu                                | nu                                | se poate           | se poate           | nu                 | se poate           |
| Accent                                    | nu                                | nu                                | nu                 | nu                 | ´, `, ^            | nu                 |

Cei mai mulți japonezi folosesc rōmaji pentru scrisul la calculator (care transcrie mai întâi în semne hiragana sau katakana și apoi în kanji, după necesitate), deoarece este mai rapid decât scrisul cu hiragana (care este o altă opțiune a calculatoarelor cu tastatură japoneză). Această metodă se numește wāpuro rōmaji (wāpuro vine de la cuvintele engleze word processor). Calculatoarele sunt făcute în așa fel încât să recunoască inputul în toate cele trei transcrieri majore (Hepburn, Kunrei și Nippon). Vocalele lungi se scriu prin dublarea vocalei, ん (n) se scrie „nn”, iar っ sau ッ se scriu apăsând pe tasta x înainte de a scrie tsu sau tu (deci x + tsu, de exemplu). Când au fost scrise suficiente silabe pentru a constitui un cuvânt, calculatorul oferă o serie de opțiuni de semne kanji, japoneza având multe cuvinte omofone. Utilizatorul alege semnul kanji de care are nevoie (de obicei prin apăsarea repetată a tastei „spațiu”) și repetă operațiunea de la început pentru alt cuvânt.

### Exemple
Aici este un exemplu de propoziție dintr-un ziar (Asahi Shimbun din 19 aprilie 2004) ce folosește toate cele 4 sisteme de scriere: kanji (roșu), hiragana (albastru), katakana (verde), și alfabet latin/numerale arabe (negru):
ラドクリフ、マラソン五輪代表に 1万m出場にも含み
Aceeași propoziție transliterată în rōmaji:
Radokurifu, Marason gorin daihyō ni, ichi-man mētoru shutsujō ni mo fukumi
Aceeași propoziție tradusă:
"Radcliffe a fost aleasă să concureze în maratonul olimpic; intrarea de 10,000 metri este de asemenea posibilă"

Mai jos sunt exemple de cuvinte scrise în limba japoneză, transliterate în toate modalitățile de scriere:
| Kanji       | Hiragana   | Katakana   | Rōmaji            | Română                                     |
| ----------- | ---------- | ---------- | ----------------- | ------------------------------------------ |
| 私          | わたし     | ワタシ     | watashi           | eu                                         |
| 金魚        | きんぎょ   | キンギョ   | kingyo            | peștișor de aur                            |
| 煙草 sau 莨 | たばこ     | タバコ     | tabako            | tabac, țigară                              |
| 東京        | とうきょう | トウキョウ | tōkyō sau toukyou | Tokyo, însemnând literal "capitala estică" |

## Tabelul celor 50 de sunete
Ordinea cuvintelor în dicționarele japoneze, sau a numelor în cărțile de telefon este stabilită conform tabelului celor 50 de sunete, numit gojūon (五十音?) în japoneză.
Cu toate că numele spune „50”, nu sunt nici 50 de semne hiragana nici katakana. De fapt, sunt 46. Înainte de al Doilea Război Mondial erau 48, dar datorită faptului că sunetul inițial w- (un u rotunjit) nu mai este sonorizat actualmente în silabele wi și we (ゐ și ゑ respectiv ヰ și ヱ), semnele au fost înlocuite cu vocalele  i și e (い și え respectiv イ și エ) . Doar wo (を respectiv ヲ) mai este folosit și acum, dar numai ca particulă pentru obiectul direct, cu toate că pronunția este identică cu vocala o. Deoarece această particulă este întotdeauna scrisă cu semn hiragana, semnul omolog katakana a dispărut practic și el. Toate celelalte utilizări ale semnului wo au fost înlocuite cu semnul o.
Semnele nefolosite după 1945 sunt redate în tabel între paranteze. (W) arată că înainte vreme sunetul inițial se pronunța rotunjit.
| – | a  | i    | u   | e    | o    | あ | い   | う | え   | お | ア | イ   | ウ | エ   | オ |
| K | ka | ki   | ku  | ke   | ko   | か | き   | く | け   | こ | カ | キ   | ク | ケ   | コ |
| S | sa | shi  | su  | se   | so   | さ | し   | す | せ   | そ | サ | シ   | ス | セ   | ソ |
| T | ta | chi  | tsu | te   | to   | た | ち   | つ | て   | と | タ | チ   | ツ | テ   | ト |
| N | na | ni   | nu  | ne   | no   | な | に   | ぬ | ね   | の | ナ | ニ   | ヌ | ネ   | ノ |
| H | ha | hi   | fu  | he   | ho   | は | ひ   | ふ | へ   | ほ | ハ | ヒ   | フ | ヘ   | ホ |
| M | ma | mi   | mu  | me   | mo   | ま | み   | む | め   | も | マ | ミ   | ム | メ   | モ |
| Y | ya |      | yu  |      | yo   | や |      | ゆ |      | よ | ヤ |      | ユ |      | ヨ |
| R | ra | ri   | ru  | re   | ro   | ら | り   | る | れ   | ろ | ラ | リ   | ル | レ   | ロ |
| W | wa | (w)i |     | (w)e | (w)o | わ | (ゐ) |    | (ゑ) | を | ワ | (ヰ) |    | (ヱ) | ヲ |
| Ń |    |      | n   |      |      |    |      | ん |      |    |    |      | ン |      |    |

### Sonorizare/semi-sonorizare
Unele semne kana pot fi sonorizate prin adăugarea a două mici liniuțe (゛, numite ten ten, dakuten sau nigori) sau a unui cerculeț (゜, numit handakuten sau maru) în dreapta sus a semnului. Dakuten indică faptul că sunetul trebuie să fie pronunțat sonorizat, iar handakuten face ca  h/f să fie semi-sonorizate, fiind pronunțate p. Handakuten este folosit numai cu semnele din rândul h-. Astfel, cu dakuten, k devine g (de ex. în cuvântul „hiragana“), s→z, t→d, h/f→b.
| G | ga | gi | gu | ge | go | が | ぎ | ぐ | げ | ご | ガ | ギ | グ | ゲ | ゴ |
| Z | za | ji | zu | ze | zo | ざ | じ | ず | ぜ | ぞ | ザ | ジ | ズ | ゼ | ゾ |
| D | da | ji | zu | de | do | だ | ぢ | づ | で | ど | ダ | ヂ | ヅ | デ | ド |
| B | ba | bi | bu | be | bo | ば | び | ぶ | べ | ぼ | バ | ビ | ブ | ベ | ボ |
| P | pa | pi | pu | pe | po | ぱ | ぴ | ぷ | ぺ | ぽ | パ | ピ | プ | ペ | ポ |

### Palatalizare/fractură
În cazul sunetelor palatale sau fracturate (așa-numitele yō·on), silabele care se termină în i (i·kō, a doua coloană în tabelul de mai sus) sunt urmate de o silabă micșorată care începe cu semivocala y (ya·dan, al optulea rând în tabelul de mai sus). Împreună formează o silabă comună. 
| -    | ya  | yu  | yo  | ゃ   | ゅ   | ょ   | ャ   | ュ   | ョ   |
| K(i) | kya | kyu | kyo | きゃ | きゅ | きょ | キャ | キュ | キョ |
| S(i) | sha | shu | sho | しゃ | しゅ | しょ | シャ | シュ | ショ |
| T(i) | cha | chu | cho | ちゃ | ちゅ | ちょ | チャ | チュ | チョ |
| N(i) | nya | nyu | nyo | にゃ | にゅ | にょ | ニャ | ニュ | ニョ |
| H(i) | hya | hyu | hyo | ひゃ | ひゅ | ひょ | ヒャ | ヒュ | ヒョ |
| M(i) | mya | myu | myo | みゃ | みゅ | みょ | ミャ | ミュ | ミョ |
| R(i) | rya | ryu | ryo | りゃ | りゅ | りょ | リャ | リュ | リョ |
| G(i) | gya | gyu | gyo | ぎゃ | ぎゅ | ぎょ | ギャ | ギュ | ギョ |
| Z(i) | ja  | ju  | jo  | じゃ | じゅ | じょ | ジャ | ジュ | ジョ |
| B(i) | bya | byu | byo | びゃ | びゅ | びょ | ビャ | ビュ | ビョ |
| P(i) | pya | pyu | pyo | ぴゃ | ぴゅ | ぴょ | ピャ | ピュ | ピョ |

Katakana dă de asemenea posibilitatea redării unor cuvinte străine cu noi silabe artificiale (care de fapt nu există în limba japoneză), prin adăugarea și la alte vocale a unei vocale mici. De exemplu, silabele ヰ (wi) și ヱ (we), care au fost scoase din circulație în 1945, pot fi redate prin ウ (u) plus vocală mică (ウィ și ウェ). Totodată, la ウォ spre deosebire de ヲ, w (rotunjirea) se pronunță. Iar dacă este folosit dakuten, vocala devine o consoană: ヴ = vu, care la rândul său poate fi combinat cu alte vocale „mici”, de exemplu ヴィ = vi. su și zu plus  i devin si și zi.
|           | Hepburn | Hepburn | Hepburn | Hepburn | Hepburn |      | Katakana | Katakana | Katakana | Katakana | Katakana |
| --------- | ------- | ------- | ------- | ------- | ------- | ---- | -------- | -------- | -------- | -------- | -------- |
| –         | a       | i       | u       | e       | o       | ァ   | ィ       | ゥ       | ェ       | ォ       |          |
| I         |         |         |         | ye      |         |      |          |          | イェ     |          |          |
| U         |         | wi      |         | we      | wo      |      | ウィ     |          | ウェ     | ウォ     |          |
| V(u)      | va      | vi      | vu      | ve      | vo      | ヴァ | ヴィ     | ヴ       | ヴェ     | ヴォ     |          |
| S(u)      |         | si      |         |         |         |      | スィ     |          |          |          |          |
| Z(u)      |         | zi      |         |         |         |      | ズィ     |          |          |          |          |
| S(i)      |         |         |         | she     |         |      |          |          | シェ     |          |          |
| Z(i)      |         |         |         | je      |         |      |          |          | ジェ     |          |          |
| T(i)      |         |         |         | che     |         |      |          |          | チェ     |          |          |
| T(e)/T(o) |         | ti      | tu      |         |         |      | ティ     | トゥ     |          |          |          |
| D(e)/D(o) |         | di      | du      |         |         |      | ディ     | ドゥ     |          |          |          |
| T(u)      | tsa     | tsi     |         | tse     | tso     | ツァ | ツィ     |          | ツェ     | ツォ     |          |
| H(u)      | fa      | fi      |         | fe      | fo      | ファ | フィ     |          | フェ     | フォ     |          |
| S(y)      |         |         | syu     |         |         |      |          | スュ     |          |          |          |
| Z(y)      |         |         | zyu     |         |         |      |          | ズュ     |          |          |          |
| T(y)      |         |         | tyu     |         |         |      |          | テュ     |          |          |          |
| D(y)      |         |         | dyu     |         |         |      |          | デュ     |          |          |          |
| F(y)      |         |         | fyu     |         | fyo     |      |          | フュ     |          | フョ     |          |

### Iroha-jun
La stabilirea ordinii în care să fie trecute cuvintele pe o listă de exemplu, pe lângă tabelul celor 50 de sunete mai este folosit și așa-numita ordine iroha-jun (いろは順?). Ea este un „alfabet” din a doua jumătate a secolului al X-lea, în forma unei pangrame.
| イロハニホヘト |
| チリヌルヲ     |
| ワカヨタレソ   |
| ツネナラム     |
| ウヰノオクヤマ |
| ケフコエテ     |
| アサキユメミシ |
| ヱヒモセス     |

| 色は匂へと |
| 散りぬるを |
| 我が世誰そ |
| 常ならむ   |
| 有為の奥山 |
| 今日越えて |
| 浅き夢見し |
| 酔ひもせす |

| Chiar și florile care miros frumos,                   |
| Tot veștejesc odată.                                  |
| În lumea noastră                                      |
| Nimic nu este etern.                                  |
| Munții îndepărtați ai efemerității și ai schimbării   |
| Vreau să-i trec astăzi,                               |
| (în lumea luminării) Ca să nu mai visez vise deșarte, |
| Ca să nu mă mai las îmbătat de iluzii.                |

Semnele katakana din pangramă redau pronunția originală din perioada aceea. Astăzi unele cuvinte sunt pronunțate diferit. Semnul  n lipsește și el, el neexistând pe vremea aceea (înainte vreme se scria mu unde astăzi se scrie  n, ceea ce este cazul și în poezia de mai sus). Poezia este o traducere liberă a textului budistic Daihatsunehangyō (大般涅槃経?) (o sutră a Nirvanei): Shogyōmujō (諸行無常?) / Zeshōmeppō (是正滅法?) / Shōmetsumetsuï (生滅滅己?) / Jakumetsuïraku (寂滅為楽?)

## Reforme?
De-a lungul anilor scrisul japonez s-a dezvoltat așa de mult încât a devenit unul dintre cele mai complicate din lume. Multe semne kanji au până la 5 pronunții diferite, în cazuri extreme chiar o duzină. Invers, există cuvinte care pot fi scrise în mai multe feluri, diferite semne kanji sau diferite variante okurigana (kana pentru terminațiile cuvintelor). Există și cuvinte care au fost scrise cu semne kanji care să redea sensul cuvântului, dar pronunția este diferită de pronunția semnelor kanji folosite. De exemplu, pentru tabako („țigaretă”, „tabac”) se folosesc semnele pentru „fum” și „iarbă” dar cuvântul creat nu se pronunță așa cum sunt de obicei pronunțate aceste două semne kanji, ci tabako. Acest fel de a scrie a fost foarte des folosit în era Meiji (când multe cuvinte noi au fost importate), așa încât era nevoie de explicat cu semne furigana cum trebuie pronunțate cuvintele.
Începând cu era Meiji au existat mai multe inițiative de a reforma scrisul japonez.
Propunerile au fost fie să fie folosit un silabar, cum este cazul limbii coreene, fie să fie folosit alfabetul latin, cum este cazul limbii turcești.
Dar nici una din aceste propuneri nu a fost pusă în practică. Motivele sunt multiple, printre ele putând fi amintite:
- japoneza are foarte multe cuvinte omofone, care nu s-ar putea distinge unul de altul cu silabar sau cu alfabetul latin. Japoneza este relativ săracă în silabe, având doar cu puțin peste 100 (spre comparație, chineza are ca. 400). Astfel, fără context, chiar și pentru japonezi este greu de ghicit despre care cuvânt este vorba, ei folosind deseori degetul arătător pentru a scrie în palmă (sau „în aer”) semnul kanji când interlocutorul nu înțelege despre care kanji este vorba.
- un text scris numai cu kana ar deveni mai lung.
- numai un număr mic de învățați ar mai putea citi cărțile din bibliotecile care au cărți scrise în forma curentă.
- s-ar pierde particularități ale culturii japoneze. De exemplu, același prenume poate fi scris cu mai multe semne kanji, părinții alegând nume copiilor după gustul estetic propriu, numărul liniuțelor care compun semnul kanji etc. Prenumele Akira poate fi scris ca  あきら (în hiragana), アキラ (în katakana), sau cu semnele kanji 明, 光, 旭, 玲, 日明, 彰, 晶, 彬, 明朗, 晄, 徴 sau 亜喜良.

Activitatea de cercetare oficială a diferitelor aspecte ale limbii japoneze are loc sub egida "Institutului național de cercetare a limbii japoneze" (Kokuritsu Kokugo Kenkyūjo), fondat în 1948, care este un departament subordonat Ministerului educației, culturii, sportului, științei și tehnologiei, iar reformele lingvistice sunt inițiate de către "Consiliul național al limbii japoneze" (Kokugo Shingikai), fondat în 1934.
Cuvinte nou-create, împrumuturi din alte limbi etc. sunt incluse anual în dicționarul "Cunoștințe de bază referitoare la uzul curent" (Gendai Yōgo no Kiso Chishiki) sau în anuare precum Imidas (ediția 2007 fiind ultima publicată în formă tipărită, actualmente existînd doar ca sit pe internet)